# Балбригган

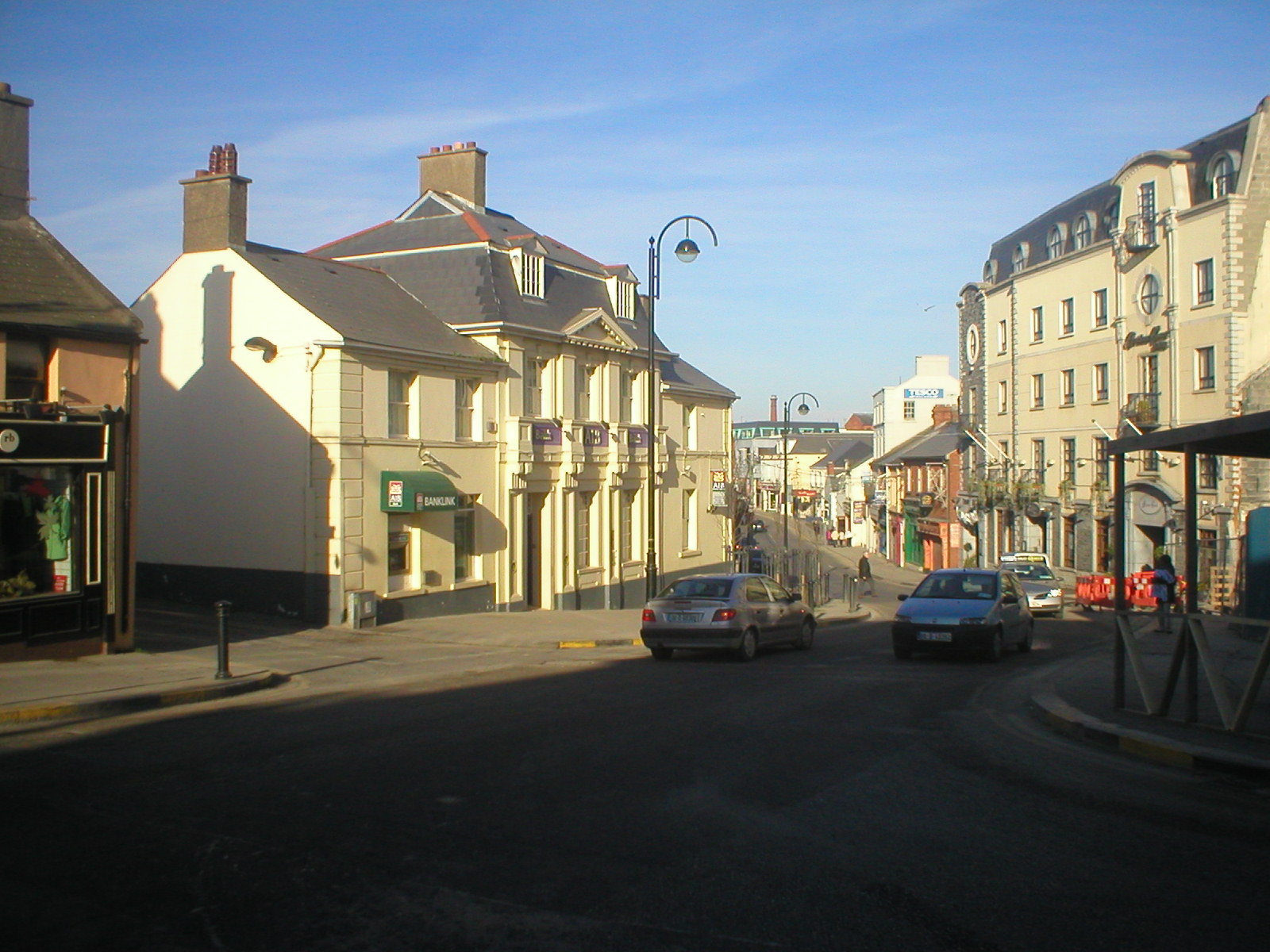
Главная улица города

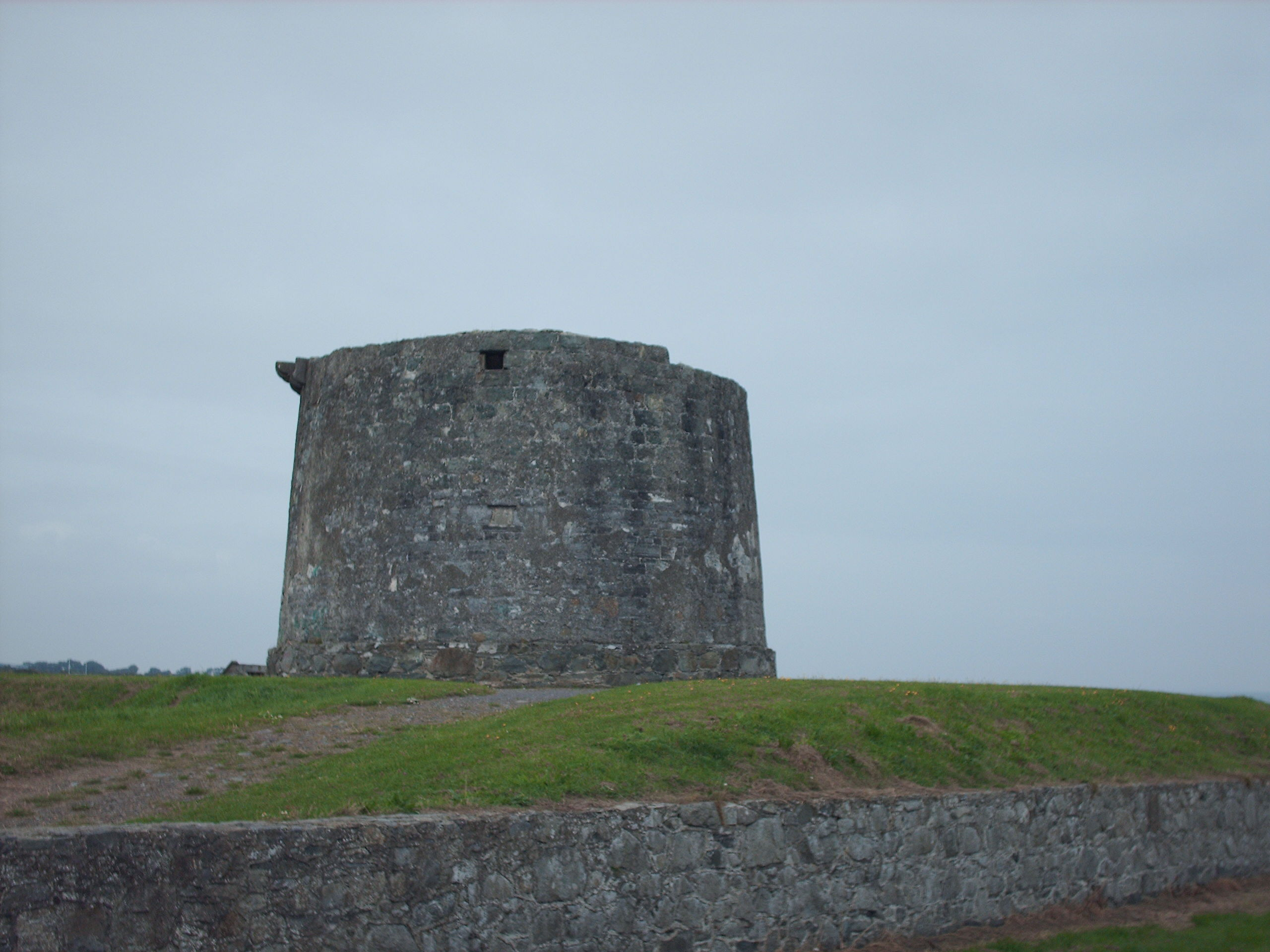
Башня Мартелло в Баллбригане

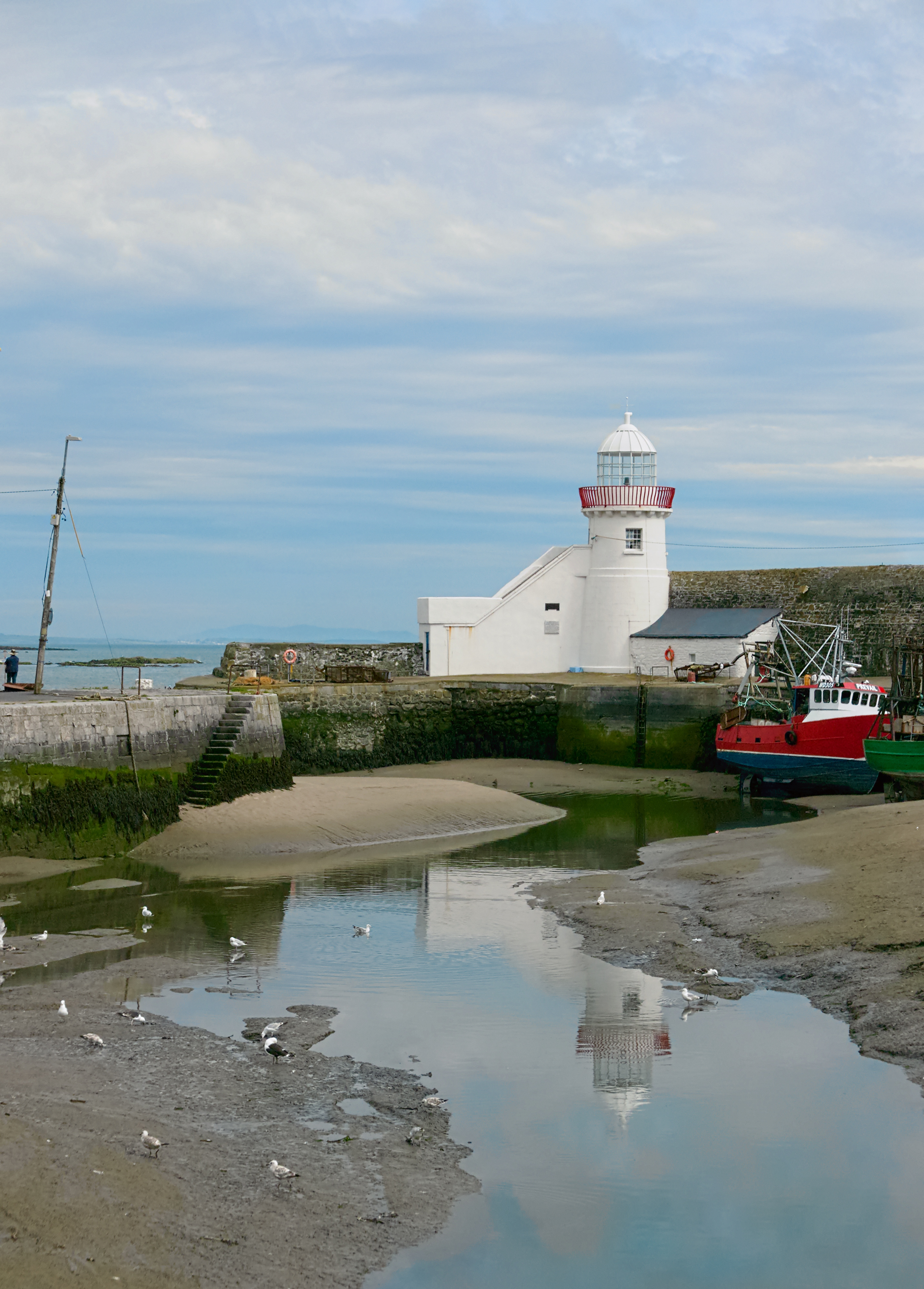
Маяк во время отлива

Балбригган (англ. Balbriggan; ирл. Baile Brigín (Бале-Бригин)) — (малый) город в Ирландии, находится в графстве Фингал (провинция Ленстер).

## Транспорт
Балбригган находится в 32 километрах севернее Дублина на магистральной линии Белфаст-Дублин национальной железнодорожной системы страны. Станция железной дороги Балбригган была открыта 25 мая 1844 года, а 2 декабря 1974 года на ней было прекращено формирование грузовых составов. Ежедневно услугами железнодорожной станции Балбригган пользуются около 2200 жителей, сама станция открыта по рабочим дням.
Рядом с городом проходит автомагистраль M1, отвлетвление на Балбригган было достроено в 1998 году и в настоящее время известно, как «Объезд Балбригган». До введение автомобильной ветки объезда основная магистраль из Белфаста в Дублин проходила через центр города, что ежедневно создавало серьёзные пробки в городской черте Балбриггана.

## Демография
Население — 15 559 человек (по переписи 2006 года). В 2002 году население составляло 10 294 человек. При этом, население внутри городской черты было 6731, население пригородов — 8828.
Данные переписи 2006 года:
| Общие демографические показатели |               |                               |                               |      |      |
| Всё население                    | Всё население | Изменения населения 2002—2006 | Изменения населения 2002—2006 | 2006 | 2006 |
| 2002                             | 2006          | чел.                          | %                             | муж. | жен. |
| 10 294                           | 15 559        | 5265                          | 51,1                          | 7633 | 7926 |

В нижеприводимых таблицах сумма всех ответов (столбец «сумма»), как правило, меньше общего населения населённого пункта (столбец «2006»).
| Религия (Тема 2 — 5 : Число людей по религиям, 2006) |             |                |             |            |        |        |
| Католики, чел.                                       | Католики, % | Другая религия | Без религии | не указано | сумма  | 2006   |
| 12 763                                               | 82,0        | 1606           | 757         | 433        | 15 559 | 15 559 |

| Этно-расовый состав (Этничность. Тема 2 — 3 : Постоянное население по этническому или культурному происхождению, 2006) |            |              |       |        |        |            |        |        |
| Белые ирландцы | Лухт-шулта | Другие белые | Негры | Азиаты | Другие | Не указано | сумма  | 2006   |
| 12 575 | 54         | 1037         | 945   | 179    | 203    | 451        | 15 444 | 15 559 |
| Доля от всех отвечавших на вопрос, %                                                                                   |            |              |       |        |        |            |        |        |
| 81,4 | 0,3        | 6,7          | 6,1   | 1,2    | 1,3    | 2,9        | 100    | 99,31  |

1 — доля отвечавших на вопрос о языке от всего населения.
| Владение ирландским языком (Тема 3 — 1 : Число людей от 3 лет и старше по способности говорить по-ирландски, 2006) |      |            |        |        |
| Владеете ли Вы ирландским языком?                                                                                  |      |            |        |        |
| Да | Нет  | Не указано | сумма  | 2006   |
| 4971 | 9009 | 466        | 14 446 | 15 559 |
| Доля от всех отвечавших на вопрос о языке, %                                                                       |      |            |        |        |
| 34,4 | 62,4 | 3,2        | 100    | 92,81  |

1 — доля отвечавших на вопрос о языке от всего населения.
| Использование ирландского языка (Тема 3 — 2 : Говорящие по-ирландски от 3 лет и старше по частоте использования ирландского языка, 2006) |                                                            |                                               |                                               |                                               |                                               |                                               |       |                                     |        |
| Как часто и где Вы говорите по-ирландски?                                                                                                |                                                            |                                               |                                               |                                               |                                               |                                               |       |                                     |        |
| ежедневно, только в образовательных учреждениях                                                                                          | ежедневно, как в образовательных учреждениях, так и вне их | в других местах (вне образовательной системы) | в других местах (вне образовательной системы) | в других местах (вне образовательной системы) | в других местах (вне образовательной системы) | в других местах (вне образовательной системы) | сумма | всего, отвечавших на вопрос о языке | 2006   |
| ежедневно, только в образовательных учреждениях                                                                                          | ежедневно, как в образовательных учреждениях, так и вне их | ежедневно                                     | каждую неделю                                 | реже                                          | никогда                                       | не указано                                    | сумма | всего, отвечавших на вопрос о языке | 2006   |
| 1433 | 45                                                         | 92                                            | 231                                           | 1570                                          | 1535                                          | 65                                            | 4971  | 14 446                              | 15 559 |
| Доля от всех отвечавших на вопрос о языке, %                                                                                             |                                                            |                                               |                                               |                                               |                                               |                                               |       |                                     |        |
| 9,9 | 0,3                                                        | 0,6                                           | 1,6                                           | 10,9                                          | 10,6                                          | 0,4                                           | 34,4  | 100                                 |        |

| Типы частных жилищ (Тема 6 — 1(a) : Число частных домовладений по типу размещения, 2006) |          |         |                 |            |       |        |
| Отдельный дом                                                                            | Квартира | Комната | Переносные дома | не указано | сумма | 2006   |
| 4938                                                                                     | 550      | 8       | 2               | 269        | 5767  | 15 559 |